# Nobody Told Me
"Nobody Told Me" là ca khúc của John Lennon. Mặt B có "O' Sanity" của Yoko Ono; cả hai đều nằm trong album Milk and Honey. Video quảng cáo cho đĩa đơn được tạo thành từ các đoạn phim video khác của Lennon, cũng như hầu hết các video do Lennon để lại.

## Sáng tác
Lời bài hát đề cập đến thần tượng màu vàng trong bài thơ The Green Eye of the Yellow God của J. Milton Hayes. Khổ thơ đầu tiên của bài thơ viết: "Có một thần tượng màu vàng một mắt ở phía bắc Kathmandu".
Một dòng khác trong bài hát là "Có UFO bay qua New York và tôi không quá đỗi ngạc nhiên". Trong phần ghi chú lót cho album Walls and Bridges năm 1974 của mình, Lennon viết: "Ngày 23 tháng 8 năm 1974 lúc 9 giờ, tôi nhìn thấy U.F.O. – J.L.".  May Pang, bạn gái của John vào thời điểm đó, đã mô tả sự kiện này trong cuốn sách của bà mang tên Loving John, khi cả hai người bọn họ chợt nhìn thấy một "vật thể hình chiếc đĩa được luồng ánh sáng trắng nhấp nháy bao bọc đang lướt đi trên bầu trời".
Những dòng "Không ai nói với tôi rằng sẽ có những ngày như thế này / Thực sự là những ngày kỳ lạ / Kỳ lạ nhất, mẹ ơi" trái ngược với câu ngạn ngữ cổ "Mẹ tôi nói với tôi rằng sẽ có những ngày như thế này" (như trong bài hát "Mama Said" của The Shirelles).
Yoko Ono từng gọi khúc nhạc này là "một bài hát vui nhộn." Bà nói với Uncut vào năm 1998: "Tôi nghĩ rằng đặc biệt là vào khoảng thời gian đó, anh ấy lại cảm thấy cả thế giới đã mất đi phương hướng riêng của mình. Tôi thực sự nghĩ rằng điều đó chẳng phải do nhầm lẫn mà là bắt đầu học hỏi được rằng cuộc sống luôn diễn ra một cách đầy vẻ bí ẩn".

## Thu âm
Bài hát này được thu âm nhưng không hoàn thành ngay trước lúc ông qua đời vào năm 1980, mãi về sau mới được người vợ góa của Lennon là Yoko Ono hoàn tất vào năm 1983 và được phát hành dưới dạng đĩa đơn đầu tiên trong album Milk and Honey của Lennon và Ono vào năm 1984. Bài hát sau đó được phát hành ở nước Anh vào năm 1990 với ca khúc "I'm Stepping Out" trên mặt B. Bài hát ban đầu được sáng tác dành cho Ringo Starr để đưa vào album năm 1981 của ông mang tên Stop and Smell the Roses, nhưng do Lennon qua đời nên Starr quyết định không thu âm ca khúc này nữa.
Một video quảng cáo bài "Nobody Told Me" được gộp vào năm 2003 dành cho DVD Lennon Legend: The Very Best of John Lennon, có sự góp mặt của Lennon và Ono trong các thước phim lưu trữ từ đầu những năm 1970. Phần lớn nội dung của video đã được chỉnh sửa từ các cảnh quay mới được chuyển và các đoạn trích từ bộ phim năm 1972 của Lennon và Ono có tựa đề Imagine. Cũng xuất hiện trong video âm nhạc này bao gồm Phil Spector, George Harrison, Dick Cavett, Fred Astaire, Andy Warhol và Miles Davis.

## Đón nhận
Cash Box nói rằng "một sự giao thoa du dương giữa 'Just Like Starting Over' và 'Instant Karma', ca khúc này bắt đầu bằng một đoạn 'một-hai-ba-bốn' nồng nhiệt và gợi mở nguồn cảm hứng, tình cảm và đáng nhớ đối với thế giới, nhân loại, và ý thức của chính Lennon".

## Thành viên
- John Lennon – hát chính, ghi-ta đệm
- Earl Slick, Hugh McCracken – ghi-ta chính
- Tony Levin – đàn bass
- George Small – đàn keyboard
- Andy Newmark – trống
- Arthur Jenkins – bộ gõ

## Thành tích
"Nobody Told Me" là đĩa đơn mới cuối cùng của Lennon lọt vào top 10 nước Anh, đạt vị trí thứ 6 (mặc dù bản phát hành lại của "Imagine" đã đạt vị trí thứ 3 vào tháng 12 năm 1999). Đĩa đơn này cũng là bản hit cuối cùng lọt vào top 10 tại Mỹ của Lennon, đạt vị trí thứ 5 trên bảng xếp hạng Billboard Hot 100 và vị trí thứ 6 trên tạp chí Cashbox Top 100, và là đĩa đơn thứ ba của ông lọt vào top 10 tại Mỹ sau khi qua đời.
| Bảng xếp hạng (1984)            | Đạt đỉnh vị trí |
| ------------------------------- | --------------- |
| Úc (Kent Music Report)          | 6               |
| Canada RPM Top Singles          | 4               |
| Đức                             | 55              |
| Ý (Musica e Dischi)             | 20              |
| Hà Lan                          | 13              |
| Na Uy                           | 7               |
| Ireland (IRMA)                  | 5               |
| Đĩa đơn Vương quốc Anh (OCC)    | 6               |
| Mỹ Billboard Hot 100            | 5               |
| Mỹ Billboard Adult Contemporary | 11              |
| Mỹ Cash Box Top 100             | 6               |

| Bảng xếp hạng (1984)           | Thứ hạng |
| ------------------------------ | -------- |
| Úc (Kent Music Report)         | 81       |
| Canada                         | 44       |
| Mỹ Top Pop Singles (Billboard) | 81       |
| Mỹ Cash Box                    | 47       |

## Bản hát lại
- The Flaming Lips đã thu âm một phiên bản cho album tưởng nhớ John Lennon năm 1995 mang tên Working Class Hero: A Tribute to John Lennon.[20]
- Album từ thiện năm 2007 Instant Karma: The Amnesty International Campaign to Save Darfur có một phiên bản của Big & Rich.[21]